# Liste der Orte in der kreisfreien Stadt Ingolstadt
Die Liste der Orte in der kreisfreien Stadt Ingolstadt listet die 42 amtlich benannten Gemeindeteile (Hauptorte, Kirchdörfer, Pfarrdörfer, Dörfer, Weiler und Einöden) in der kreisfreien Stadt Ingolstadt auf.

## Systematische Liste
- Die kreisfreie Stadt Ingolstadt mit dem Hauptort Ingolstadt
- Stadtteile Feldkirchen, Friedrichshofen, Haunwöhr, Kothau, Mailing, Oberhaunstadt, Ringsee, Unsernherrn, Unterbrunnenreuth und Unterhaunstadt
- Pfarrdörfer Etting, Gerolfing, Mühlhausen, Oberbrunnenreuth, Pettenhofen und Zuchering
- Kirchdörfer Dünzlau, Hagau, Hundszell, Irgertsheim und Winden
- Dörfer Niederfeld, Rothenthurm, Schmalzbuckel, Seehof und Spitalhof
- Siedlung Knoglersfreude
- Weiler Einbogen, Samholz und Schaumühle
- Einöden Dünzlauermühle, Heindlmühle, Hennenbühl, Herrenschwaige, Moosmühle, Ochsenmühle, Samhof, Schmidtmühle, Sonnenbrücke, Spitzlmühle und Stockermühle

## D
- Dünzlau
- Dünzlauermühle

## E
- Einbogen
- Etting

## F
- Feldkirchen
- Friedrichshofen

## G
- Gerolfing

## H
- Hagau
- Haunwöhr
- Heindlmühle
- Hennenbühl
- Herrenschwaige
- Hundszell

## I
- Ingolstadt
- Irgertsheim

## K
- Knoglersfreude
- Kothau

## M
- Mailing
- Moosmühle
- Mühlhausen

## N
- Niederfeld

## O
- Oberbrunnenreuth
- Oberhaunstadt
- Ochsenmühle

## P
- Pettenhofen

## R
- Ringsee
- Rothenthurm

## S
- Samhof
- Samholz
- Schaumühle
- Schmalzbuckel
- Schmidtmühle
- Seehof
- Sonnenbrücke
- Spitalhof
- Spitzlmühle
- Stockermühle

## U
- Unsernherrn
- Unterbrunnenreuth
- Unterhaunstadt

## W
- Winden

## Z
- Zuchering

| ↑ Zurück zum Inhaltsverzeichnis |